# Жужа Полгар
Жужа Полгар (мађ. Zsuzsanna Polgár, енгл. Susan Polgar; Будимпешта, 19. април 1969) је америчка шахисткиња мађарског порекла и једна од најбољих шахисткиња свих времена. Била је женски светски шампион у шаху од 1996. од 1999. Рођена је и одрасла у Будимпешти а данас живи у Њујорку. По пресељењу у Америку њено име Жужа је промењено у Сузана, ради лакшег изговора.
Жужу и њене две млађе сестре, Јудит и Софију шаху је научио отац Ласло Полгар. Упркос ограничењима да наступа на међународним турнирима, Жужа је 1984. постала најбоље рангирана шахисткиња на свету. Међутим, у новембру 1986. ФИДЕ (под притиском совјетске федерације, која није желела да једна не-совјетска шахисткиња буде прворангирана) одлучила је да додели 100 бонус поена свим активним шахисткињама изузев њој, тако да је скинута с првог места с јануарске рејтинг листе 1987. Образложење је било да је Жужа освајала поене пре свега играјући против мушкараца, док су остале шахисткиње играле на женским турнирима. Статистички подаци који су поткрепљивали ову одлуку су били под великом сумњом, јер нису били у сагласности с доступним подацима. Од тада се није десио овакав случај.
У јануару 1991. Жужа Полгар је постала прва жена која је освојила титулу мушког велемајстора, постигавши три велемајсторске норме и рејтинг преко 2500. (Нона Гаприндашвили и Маја Чибурданидзе су раније добиле почасне титуле мушких велемајстора јер су биле светске шампионке.) Жужина млађа сестра Јудит добила је титулу велемајстора у децембру 1991.
Године 1992. (као аутсајдер, јер је њена сеста Јудит била најбоље рангирана светска шахисткиња) Жужа је победила и на Женском светском шампионату у блиц шаху и шампионату у убрзаном шаху, испред својих сестара Јудит и Софије и других врхунских шахисткиња света.
Године 1996. Жужа Полгар је освојила и класични женски светски шампионат, што је била њена четврта светска шампионска титула. Она је једини светски шампион (мушки или женски) која је освојила триплу круну (шамионат у блиц, убрзаном и класичном шаху). ФИДЕ је имала потешкоћа да пронађе спонзора за одбрану титуле две године касније, да би коначно организовала меч 1999. под условима на које је Жужа имала примедбе, прво, зато што је тражила шестомесечно одлагање да би се опоравила и припремила после рођења свог првог детата, и друго, зато што је читав меч требало да се одржи у Кини, домовини њеног изазивача Кси Јун.
Када је Жужа одбила да игра под тим условима, ФИДЕ јој је одузела титулу. Жужа Полгар је поднела тужбу Спортској арбитражи у Лозани, Швајцарска, тражећи новчану надокнаду и повраћај титуле. У марту 2001. арбитража је донела пресуду у њену корист, наредивши ФИДЕ да Полгаровој исплати 25.000 долара одштете. Међутим, пошто је нова светска шампионка већ била промовисана, није могла да поврати титулу.
Године 1997. Жужа Полгар је објавила аутобиографску књигу Краљица краљевске игре.
Шаховска федерација САД прогласила је Жужу за „Велемајстора године“ 2003, као прву жену која је добила то признање. Исте године (2003), Жужа је постала прва жена која је освојила најјачи амерички турнир у блиц шаху, испред седам велемајстора. Није се такмичила у 2004, али је исту титулу освојила по други пут 2005.
Од септембра 2005. Жужа Полгар живи у Њујорку, где води Шаховски центар Полгар, који охрабрује девојчице и дечаке да се баве шахом. Играла је за амерички женски тим на шаховској олимпијади 2004. која је одржана у октобру на Мајорци, Шпанија, и освојила је златну медаљу за навећи рејтинг и највише освојених поена. Има укупно 10 олимпијских медаља (5 златних, 4 сребрне и једну бронзану). Такође има 56 узастопних партија на олимпијадама без пораза. У ствари, није изгубила ни једну партију на олимпијадама.
На ФИДЕ листи за април 2005 FIDE, Жужа Полгар је имала рејтинг 2577, и налазила се на другом месту, иза своје сестре Јудит. Била је најбоља светска шахисткиња са 15 година, а у последњих 20 узастопних година је увек међу три најбоље шахисткиње света.
У јулу 2005. Жужа Полгар је постигла четири међународна рекорда у једном мечу у Палм Бичу, Флорида: највећи број одиграних партија у симултанки (326, 309 победа, 14 ремија и 3 пораза); највећи број узастопних партија (1.131); највећи број победа и највећи проценат победа (96,93%).
У октобру 2005 Жужа је заједно с бившим руским председником Михаилом Горбачовом и седмоструким светским шампионом Анатолијем Карповом у Линдсборгу, Канзас промовисала акцију „Шах за мир“, која је имала широк одјек у медијима. Полгарова је учествовала и у другом „Судару дивова“ - мечу полова против Карпова у истом месту. Први потез за Карпова повукао је Горбачов. Меч се завршио нерешено 3:3 (свако је добио по две партије а две су завршене ремијем). Њихов први меч је одржан у септембру 2004. и такође је завршен нерешено - 3:3.
Поред матерњег мађарског Жужа Полгар течно говори још шест језика: есперанто, немачки, руски, шпански, енглески и хебрејски.
Она је једна од најбоље продаваних аутора шаховских књига на свету. Међу објављеним књигама су: Шаховски водич светске шампионке (World Champion's Guide to Chess), Шаховска тактика за шампионе (Chess Tactics for Champions), Упознајте и научите шах за 24 сата (Breaking Through and Teach Yourself Chess in 24 Hours). Жужа је више пута награђивани шаховски новинар за колумне у Chess Life, ChessCafe, Chess Horizons, Georgia Chess, Empire Chess, School Mates, итд. Објавила је и серију од 8 ДВД-а са шаховским упутствима.